# Robert Walpole
Robert Walpole, 1. grof od Orforda (Houghton, Norfolk, Engleska, 26. kolovoza 1676. - Houghton, 18. ožujka 1745.) bio je britanski državnik i vigovski političar, prvi lord riznice, kancelar Državne blagajne i čelnik Donjeg doma. Općenito se smatra de facto prvim premijerom Velike Britanije.
Bio je na čelu ministarstava Velike Britanije u razdoblje od 1721. do 1742. i drži rekord kao britanski premijer s najdužim stažem. W. A. Speck napisao je, da se Walpoleov neprekinuti 20-godišnji mandat premijera "s pravom smatra jednim od najvećih podviga britanske političke povijesti. Objašnjenja se obično nude u smislu njegovog stručnog rukovanja političkim sustavom nakon 1720., [i] njegovog jedinstvenog miješanja preživjelih moći kraljevske krune sa sve većim utjecajem Donjeg doma britanskog parlamenta."
Walpole je bio vigovac iz plemićke klase koji je prvi put izabran u parlament 1701. i obnašao je mnoge visoke položaje. Bio je seoski vlastelin i svoju političku bazu tražio je od seoske gospode. Povjesničar F. O'Gorman kaže da je njegovo vodstvo u parlamentu odražavalo njegovo "razumno i uvjerljivo govorništvo, njegovu sposobnost da pokrene kako emocije tako i umove ljudi, i, iznad svega, njegovo izvanredno samopouzdanje". Julian Hoppit kaže da je Walpoleova politika tražila umjerenost, da je radio za mir, niže poreze i rast izvoza te da je dopustio malo više tolerancije prema protestantskim disidentima. Uglavnom je izbjegavao kontroverze i sporove visokog intenziteta jer je njegov srednji put privlačio umjerenjake iz vigovskog i torijevskog tabora.
H. T. Dickinson sažima njegovu povijesnu ulogu rekavši, da je "Walpole bio jedan od najvećih političara u britanskoj povijesti. Odigrao je značajnu ulogu u održavanju vigovske stranke, očuvanju hannoverskog nasljeđa, i obrani načela Slavne revolucije (1688.) Uspostavio je stabilnu političku nadmoć za vigovsku stranku i podučavao je buduće ministre kako najbolje uspostaviti učinkovit radni odnos između krune i parlamenta." Neki znanstvenici ga visoko rangiraju među britanskim premijerima.